# Capasa informis
Capasa informis är en fjärilsart som beskrevs av W. Warren 1897. Capasa informis ingår i släktet Capasa och familjen mätare. Inga underarter finns listade i Catalogue of Life.